# Ahonglukumu
Ahonglukumu (kinesiska: 阿洪鲁库木, 阿洪鲁库木乡) är en socken i Kina. Den ligger i den autonoma regionen Xinjiang, i den nordvästra delen av landet, omkring 1 000 kilometer sydväst om regionhuvudstaden Ürümqi. Antalet invånare är 2 524. Befolkningen består av 1 224 kvinnor och 1 300 män. Barn under 15 år utgör 23,0 %, vuxna 15-64 år 69 %, och äldre över 65 år 6,0 %.
Runt Ahonglukumu är det ganska glesbefolkat, med 48 invånare per kvadratkilometer. Det finns inga andra samhällen i närheten. Trakten runt Ahonglukumu är ofruktbar med lite eller ingen växtlighet.
Genomsnittlig årsnederbörd är 113 millimeter. Den regnigaste månaden är maj, med i genomsnitt 22 mm nederbörd, och den torraste är januari, med 2 mm nederbörd.